# Медисин-Боу (Вайоминг)

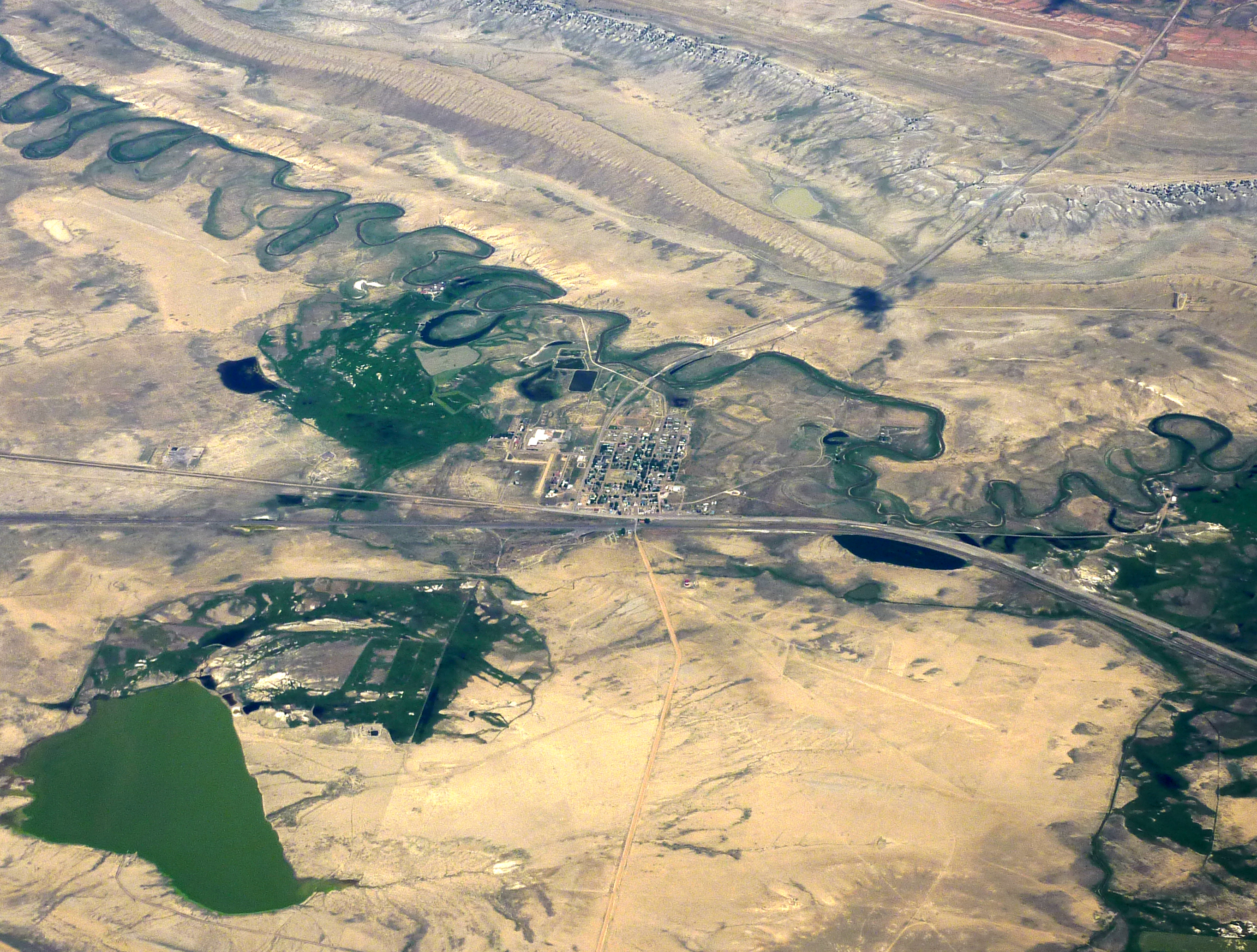
Медисин-Боу с высоты птичьего полёта

Медисин-Боу (англ. Medicine Bow, Wyoming) — город, расположенный в округе Карбон (штат Вайоминг, США) с населением в 274 человека по статистическим данным переписи 2000 года.

## История
Аналогично многим небольшим городкам в южной части Вайоминга, Медисин-Боу возник в процессе строительства трансконтинентальной железной дороги через территорию штата. Городское поселение образовалось главным образом для обслуживания крупного железнодорожного депо, в котором проводились ремонтные работы паровозов, их дозагрузка углём и бункеровка пресной водой из близлежащей реки Медисин-Боу. Некоторое время спустя в городе начало развиваться животноводческая отрасль и Медисин-Боу превратился в важный центр поставки крупного рогатого скота. В частности, при организации в Омахе одной из крупнейшей ферм «Union Stockyards» первая партия голов скота была поставлена именно из Медисин-Боу.
В середине 1880-х годов городок посетил юрист Оуэн Уистер, давший подробное описание местности в издаваемом им журнале, а затем использовавший данные материалы в своём романе «Виргинец» (1902), в настоящее время считающийся первым литературным произведением в жанре вестерн.
В начале 1970-х годов в 56 километрах к югу от города пролегла автомобильная магистраль I-80. В середине 70-х город пережил очередной экономический и промышленный бум в связи с открытием к северу от него месторождения урана, а к западу — богатых залежей каменного угля. Местность, где находится Медисин-Боу является одним из самых ветреных мест в Соединённых Штатах. В начале 1980-х годов в окрестностях города властями штата Вайоминг совместно с Агентством мелиорации США были построены несколько огромных ветровых установок, целью которых стало снабжение электроэнергией сам город и промышленные объекты в его окрестностях. В декабре 2007 года власти Медисин-Боу объявили о планах по строительству в юго-западной части пригорода крупного завода по производству метана из добываемого угля. Предполагаемый срок окончания строительства — 2013 год.
26 июня 2009 года Медисин-Боу отпраздновал свой столетний юбилей.

## География
По данным Бюро переписи населения США город Медисин-Боу имеет общую площадь в 9,06 квадратных километров, водных ресурсов в черте населённого пункта не имеется.
Город Медисин-Боу расположен на высоте 2001 метр над уровнем моря.

## Демография
По данным переписи населения 2000 года в Медисин-Боу проживало 274 человека, 86 семей, насчитывалось 129 домашних хозяйств и 184 жилых дома. Средняя плотность населения составляла около 30,6 человека на один квадратный километр. Расовый состав Медисин-Боу по данным переписи распределился следующим образом: 97,81 % белых, 1,09 % — коренных американцев, 0,36 % — азиатов, 0,73 % — представителей смешанных рас. Испаноговорящие составили 0,73 % от всех жителей города.
Из 129 домашних хозяйств в 18,6 % — воспитывали детей в возрасте до 18 лет, 55,8 % представляли собой совместно проживающие супружеские пары, в 7,0 % семей женщины проживали без мужей, 32,6 % не имели семей. 31,0 % от общего числа семей на момент переписи жили самостоятельно, при этом 10,1 % составили одинокие пожилые люди в возрасте 65 лет и старше. Средний размер домашнего хозяйства составил 2,12 человек, а средний размер семьи — 2,60 человек.
Население города по возрастному диапазону по данным переписи 2000 года распределилось следующим образом: 18,6 % — жители младше 18 лет, 5,5 % — между 18 и 24 годами, 13,9 % — от 25 до 44 лет, 38,0 % — от 45 до 64 лет и 24,1 % — в возрасте 65 лет и старше. Средний возраст жителей составил 51 год. На каждые 100 женщин в Медисин-Боу приходилось 93,0 мужчин, при этом на каждые сто женщин 18 лет и старше приходилось 100,9 мужчин также старше 18 лет.
Средний доход на одно домашнее хозяйство в городе составил 33 750 долларов США, а средний доход на одну семью — 35 156 долларов. При этом мужчины имели средний доход в 41 250 долларов США в год против 20 536 долларов среднегодового дохода у женщин. Доход на душу населения в городе составил 16 420 долларов в год. 10,3 % от всего числа семей в округе и 11,9 % от всей численности населения находилось на момент переписи населения за чертой бедности, при этом 9,2 % из них были моложе 18 лет и 17,5 % — в возрасте 65 лет и старше.